# Unterseeboot 388
Le Unterseeboot 388 (ou U-388) est un sous-marin allemand (U-Boot) de type VII.C utilisé par la Kriegsmarine (marine de guerre allemande) pendant la Seconde Guerre mondiale.

## Construction
L'U-388 est un sous-marin océanique de type VII C. Construit dans les chantiers de Howaldtswerke AG à Kiel, la quille du U-388 est posée le 12 septembre 1941 et il est lancé le 12 novembre 1942. L'U-388 entre en service un mois et demi plus tard.

## Historique
Mis en service le 31 décembre 1942, l'Unterseeboot 388 passe son temps d'entraînement initial sous les ordres du Leutnant zur See Peter Sues à Kiel dans la 5. Unterseebootsflottille jusqu'au 1er juin 1943, puis l'U-388 rejoint une unité de combat dans la 9. Unterseebootsflottille à la base sous-marine de Brest, port qu'il n'atteint jamais. 
Le 1er avril 1943, le Leutnant zur See Peter Sues est promu au grade d'Oberleutnant zur See.
Pour sa première et ultime patrouille, l'U-388 quitte le port de Kiel sous les ordres de l'Oberleutnant zur See Peter Sues le 8 juin 1943. Après treize jours en mer, l'U-388 est coulé le 20 juin 1943 dans l'Atlantique Nord au sud-est du Cap Farvel au Groenland à la position géographique de 57° 36′ N, 31° 20′ O par des charges de profondeur lancées d'un hydravion américain PBY Catalina (VP84). 
Les 47 membres d'équipage meurent dans cette attaque.

## Affectations successives
- 5. Unterseebootsflottille à Kiel du 31 décembre 1942 au 1er juin 1943 (entrainement)
- 9. Unterseebootsflottille à Brest du 1er au 20 juin 1943 (service actif)

## Commandement
- Oberleutnant zur See Peter Sues du 31 décembre 1942 à 20 juin 1943

## Patrouilles
|       | Commandant       | Départ      | Départ | Arrivée      | Arrivée | Jours    | Succès |
| ----- | ---------------- | ----------- | ------ | ------------ | ------- | -------- | ------ |
| 1     | Oblt. Peter Sues | 8 juin 1943 | Kiel   | 20 juin 1943 | Coulé   | 13 jours |        |
| Total | Total            | Total       | Total  | Total        | Total   | 13 jours |        |

Note : Oblt. = Oberleutnant zur See

### Opérations Wolfpack
L'U-388 n'a pas opéré avec les Wolfpacks (meute de loups) durant sa carrière opérationnelle.

## Navires coulés
L'Unterseeboot 388 n'a ni endommagé et ni coulé de navire ennemi au cours de l'unique patrouille (13 jours en mer) qu'il effectua.

### Source et bibliographie
- (en) Cet article est partiellement ou en totalité issu de l’article de Wikipédia en anglais intitulé « German submarine U-388 » (voir la liste des auteurs).
- Chris Bishop, historien militaire (trad. de l'anglais par Christian Muguet), Les sous-marins de la Kriegsmarine : 1939-1945 : le guide d'identification des sous-marins [« The spellmount submarine identification guide : Kriegsmarine U-boats 1939-1945 »], Paris, Éd. de Lodi, 2008, 192 p. (ISBN 978-2-84690-327-1, OCLC 470721805, BNF 41298980)